# Kanumarathon-Weltmeisterschaften 2006
Die 14. Kanumarathon-Weltmeisterschaften fanden am 23. und 24. September 2006 im französischen Trémolat statt. Der austragende Verband war die ICF.
Die Länge der Strecke betrug 29 km beim Männer-Kajak 35,5 km.
Es wurden vier Wettbewerbe für Männer und zwei Wettbewerbe für Frauen ausgetragen.

## Medaillengewinner

### Herren

#### Canadier
| Disziplin | Gold                             | Zeit      | Silber                                         | Zeit      | Bronze                          | Zeit      |
| --------- | -------------------------------- | --------- | ---------------------------------------------- | --------- | ------------------------------- | --------- |
| C1        | Ungarn Edvin Csabai              | 2:13:33 h | Spanien José Alfredo Bea                       | 2:13:42 h | Frankreich Bertrand Hémonic     | 2:15:47 h |
| C2        | Ungarn Edvin Csabai Attila Györe | 2:05:59 h | Spanien Oscar Grana Blanco Ramon Ferro de Dios | 2:06:11 h | Portugal Nuno Barros José Sousa | 2:07:35 h |

#### Kajak
| Disziplin | Gold                                                  | Zeit      | Silber                                 | Zeit      | Bronze                            | Zeit      |
| --------- | ----------------------------------------------------- | --------- | -------------------------------------- | --------- | --------------------------------- | --------- |
| K1        | Südafrika Shaun Rubenstein                            | 2:33:35 h | Spanien Manuel Busto                   | 2:33:36 h | Spanien Emilio Merchan Alonso     | 2:33:36 h |
| K2        | Spanien Manuel Busto Fernandez Oier Aizpurua Aranzadi | 2:23:23 h | Südafrika Shaun Rubenstein Shaun Biggs | 2:23:24 h | Ungarn Tamas Homoki Attila Jambor | 2:23:24 h |

### Damen

#### Kajak
| Disziplin | Gold                                    | Zeit      | Silber                            | Zeit      | Bronze                             | Zeit      |
| --------- | --------------------------------------- | --------- | --------------------------------- | --------- | ---------------------------------- | --------- |
| K1        | Vereinigtes Königreich Anna Hemmings    | 2:11:11 h | Ungarn Renáta Csay                | 2:11:17 h | Portugal Beatriz Gomes             | 2:11:30 h |
| K2        | Dänemark Mette Barfod Anne Lolk Thomsen | 2:02:32 h | Ungarn Vivien Follath Renáta Csay | 2:02:32 h | Ungarn Berenike Faldum Agnes Szabo | 2:04:28 h |

## Medaillenspiegel
| Rang   | Nation                 | Gold | Silber | Bronze | Gesamt |
| ------ | ---------------------- | ---- | ------ | ------ | ------ |
| 1      | Ungarn                 | 2    | 2      | 2      | 6      |
| 2      | Spanien                | 1    | 3      | 1      | 5      |
| 3      | Südafrika              | 1    | 1      | 0      | 2      |
| 4      | Dänemark               | 1    | 0      | 0      | 1      |
| 4      | Vereinigtes Königreich | 1    | 0      | 0      | 1      |
| 6      | Portugal               | 0    | 0      | 2      | 2      |
| 7      | Frankreich             | 0    | 0      | 1      | 1      |
| Gesamt | Gesamt                 | 6    | 6      | 6      | 18     |